# Les Trois font la paire
Pour plus de détails, voir Fiche technique et Distribution.
Les Trois font la paire (également typographié Les 3 font la paire) est un film français coréalisé en 1957 par Sacha Guitry et Clément Duhour.

## Synopsis
Un acteur de complément (Jean Rigaux) est assassiné à Montmartre lors du tournage d'une comédie réalisée par Henri Valpreux (Darry Cowl), metteur en scène fantasque.
Le commissaire Bernard (Michel Simon), encouragé par son épouse fière de le voir endosser un rôle à la « Maigret », mène l'enquête. Ses investigations se heurtent aux témoignages contradictoires des trois témoins directs : le réalisateur Valpreux, le producteur Duval (Gilbert Boka) et le machiniste Dumont (Émile Genevois).
La découverte d'une pellicule ayant enregistré le crime semble apporter la solution… jusqu'à ce que deux suspects apparaissent : des clowns du cirque Médrano (Philippe Nicaud), jumeaux avouant chacun le meurtre pour protéger l'autre.
Une prostituée (Sophie Desmarets), qui a passé la nuit avec l'assassin, est sollicitée pour l'identifier. Mais le véritable coupable, un petit escarpe (également interprété par Philippe Nicaud) sosie des jumeaux, reste introuvable. La pègre, craignant le scandale médiatique, finira par l'éliminer.

## Fiche technique
- Titre : Les Trois font la paire
- Réalisation : Sacha Guitry et Clément Duhour
- Scénario, adaptation et dialogues : Sacha Guitry
- Assistants réalisateurs : Gérard Renateau et Jean-Claude Devernet
- Décors : Raymond Gabutti, assisté de François de Lamothe
- Photographie : Philippe Agostini
- Cadreurs : Jean-Marie Maillols et Raymond Letouzey
- Montage : Paulette Robert
- Son : Jean Bertrand
- Enregistrement : Omnium sonore, procédé Euphonic, studios Decca
- Musique : Hubert Rostaing
- Direction musicale : Pierre Spiers (éditions musicales Tour Eiffel)
- Maquillage : Louis Dor
- Photographe de plateau : Jean Klissak
- Script-girl : Colette Thiriet
- Régisseur : Charles Lahet
- Répétitrice : Flore Florenne
- Ensemblier : Roger Bar
- Affichiste : Clément Hurel
- Production : Clément Duhour, Alain Poiré pour C.L.M. et S.N.E. Gaumont
- Directeur de production : Gilbert Bokanowski
- Distribution : Gaumont
- Administrateur général : Pierre Aubart
- Tournage : du 21 janvier au 11 février 1957, studios François-Ier
- Mobilier : Galeries Barbès
- Tirage : laboratoire G.T.C. de Joinville
- Pays :  France
- Format : Son mono - 35 mm - Noir et blanc - ratio : 1,37:1
- Genre : Comédie policière
- Durée : 85 minutes
- Date de sortie : 
  - France : 17 mai 1957[1] (Gaumont Palace et Aubert)
- Visa d'exploitation : 19 057
- Affiche : Guy-Gérard Noël (France)

## Distribution
- Michel Simon : le commissaire Bernard
- Sophie Desmarets : Albertine Piédeloup, dite « Titine »
- Darry Cowl : Henri Valpreux, le réalisateur
- Jean Rigaux : Marcel Bornier, le cabot
- Pauline Carton : Éveline Bernard
- Clément Duhour : M. Jean, le chef
- Philippe Nicaud : Jojo / Teddy / Partner
- Jane Marken : Georgette Bornier
- Robert Dalban : l'inspecteur Walter
- Gilbert Boka : Duval, le producteur
- Julien Carette : Léon, le patron du bistrot
- Christian Méry : Ernest, un gangster
- André Numès Fils : le secrétaire du commissaire Bernard
- Yvonne Hébert : madame Walter
- Jacques Ary : un client du bistrot
- André Chanu : Agostini, le chef opérateur
- Emile Genevois : Dumont, le régisseur
- Henry Djanik : Bébert, un gangster
- Georges Atlas : un gangster
- Jacques Famery : le clown
- Claude Larry : un agent
- Jean Dunot : un planton
- Fernand Bellan : l'inspecteur Ravaud
- Jeff Patnicelli : l'inspecteur Goulot
- Roger Royer : un agent[réf. nécessaire]
- Sacha Guitry : lui-même, en présentateur-narrateur (prologue et conclusion)

## Production
Affaibli par la maladie, Sacha Guitry ne participe que partiellement au tournage. La majeure partie des prises de vue est dirigée par Clément Duhour, qui coréalise le film au nom de Guitry. 
Guitry apparaît néanmoins à l'écran, ouvrant le film par un prologue sous forme d'appel téléphonique de son ami d'enfance Albert Willemetz, et revenant brièvement en conclusion. Il s'agit de sa dernière apparition au cinéma ; il assiste à la sortie du film avant de mourir quelques semaines plus tard.
Michel Simon accepte d'y tenir un rôle par amitié pour Guitry, malgré un scénario qui ne le convainc pas.
La scène du meurtre est située dans des rues fictives — rue Rachilde et rue Alfred-Jarry — et tournée en réalité à l'angle de la rue des Gardes et de la rue Myrha.